# Роман Гурецький (військовик)
Роман Гурецкий (пол. Roman Górecki; 27 серпня 1889, Стара Сіль, Старосамбірського повіту, Львівського воєводства, Австро-Угорщини нині селище Старосамбірського району, Львівської області, Україна — 9 серпня 1946, Іскойд Парк графства Шропшир, Англія) — польський державний, громадський і військовий діяч, доктор юридичних наук, генерал бригади Війська Польського (1924), президент Банку Народного господарства, міністр промисловості і торгівлі Польської Республіки (1935—1936) в уряді М. Зиндрам-Косцялковского, комендант Федерації польських союзів захисників Батьківщини (1927—1946), президент Національної футбольної ліги, Польського Туристичного Клубу, морської і річкової ліги (1929—1930), масон.
Народився 27 серпня 1889 у Старій Солі. З 1908 року навчався на юридичному факультеті Львівського університету. У 1914 році отримав науковий ступінь доктора права. У 1910 закінчив офіцерські курси. Учасник Першої світової війни. У серпні 1914 організував стрілецький загін, у складі якого влився в польські легіони . Закінчив війну в 1918 капітаном, начальником інтендантської служби польських легіонів. До 1926 служив в польській армії. У 1927—1935 і 1936—1939 був президентом банку. У жовтні 1935 — травні 1936 — виконував функції міністра промисловості і торгівлі Польської Республіки. У 1927 організував і до 1946 року очолював Федерацію польських союзів захисників Вітчизни, був творцем польської секції міжнародної федерації колишніх ветеранів (FIDAC), з 1932 — віце-президент, а в 1927—1946 — комендант цієї організації. З 1926 — президент футбольного клубу «Леґія» (Варшава), заклав фактичні основи функційвання клубу, організував його фінансування і здійснив будівництво столичного стадіону. Був також одним з організаторів і першим президентом польської футбольної ліги (1.03.1926-8.01.1928).
У 1928 обраний керівником Польського Туристичного Клубу У вересні 1939 після окупації Польщі військами вермахту, через Румунію і Францію емігрував в Англію. Читав лекції польським студентам.
Помер в 1946 році у військовому госпіталі.